# Cooper Island (Britanski Djevičanski otoci)
Cooper (eng. Cooper Island) je mali otok Britanskih Djevičanskih otoka u Karibima.
Na otoku postoji pet posjeda u privatnom vlasništvu, plus mali klub na plaži. Cooper Island Beach Club ima 12 hotelskih soba, restoran, rum bar, kafić, pivovaru na solarnu energiju i suvenirnicu. Sadržaji su otvoreni za goste, dnevne posjetitelje i jahte koje koriste obližnje vezove. Manchioneel (/ˈmækəniːl/) Bay ima 30 vezova koje primaju plovila do 18 metara.
Otok Cooper popularno je odredište za jahte, grupne izlete koji posjećuju The Baths na Virgin Gordi i dnevne najmove brodova iz Tortole, St. Thomasa i St. Johna.
Otok se nalazi uz "uličicu olupina", popularno mjesto za ronjenje na olupinama na Britanskim Djevičanskim otocima gdje su brojna plovila namjerno potopljena da bi bili ronilačke lokacije. Lokalna ronilačka trgovina u blizini kluba na plaži iznajmljuje boce certificiranim roniocima.

## Vanjske poveznice
- Beach Cottages of Cooper Island  Arhivirana inačica izvorne stranice od 14. studenoga 2010. (Wayback Machine)
- Cooper Island Beach Club
- Rental Villa Quart-A-Nancy Point, Cooper Island